# Северни Калимантан
Северни Калимантан (СК) (инд. Kalimantan Utara) је провинција Индонезије. Налази се у северном делу Калимантана, који обухвата индонежански део острва Борнео. Северни Калимантан се граничи са малезијским савезним државама Сабах према северу и Саравак према западу, а једина индонежанска провинција која се граничи са СК јесте Источни Калимантан према југу. Танџунг Селор је главни град Северног Калимантана, док је Таракан највећи град и финанцијски центар провинције.
Основан 25. октобра 2012. године, Северни Калимантан био је одвојен од Источног Калимантана да би се смањивала разлика у развоју и малезијски утицај у територији. Северни Калимантан има површину од 70.650,73 км². Провинција је имала становништво од 524.656 људи према попису 2010. године, а ово с повећавало до 701.784 људи према попису из 2020. године, што чини СК као најмања провинција по становништву у Индонезији за то време, све до 2022. године када су биле основане 3 провинције: Јужна Папуа која је постала најмања провинција, Западна Папуа и Југозападна Папуа. Званична процена за средину 2023. године била је 746.201 људи, 391.845 мушкарца и 353.356 жена. Већина провинције има малу густину становника.

## Демографија
| 2010.   |
| ------- |
| 524,656 |